# Ilja
Ilja  (mađ. Hillye) je selo u jugoistočnoj Mađarskoj.

## Zemljopisni položaj
5,5 je kilometara južno od uže jezgre Mieđe. Miška je jugozapadno, Draga je zapadno, Mieđa je sjeverno, Alsómégy je sjeveroistočno, Kiscsala je istočno, Tuotiš je jugoistočno, Ajoš je južno-jugoistočno.

## Upravna organizacija
Nalazi se u kalačkoj mikroregiji u Bačko-kiškunskoj županiji. Upravno pripada naselju Mieđi, a uz ovo selo to su još i Alsómégy, Halom, Homokmégyitanyák, Kiskecskemégy i 
Mácsa.
Poštanski je broj 6341. 
2001. je godine Ilja imala 220 stanovnika.

## Promet
Udaljena je od važnih prometnica.

## Vanjske poveznice
- Ilja  Arhivirana inačica izvorne stranice od 15. listopada 2016. (Wayback Machine)